# Pump and dump
Pump and dump (pol. pompuj i porzuć) – rodzaj oszustwa polegający na manipulowaniu instrumentami finansowymi głównie poprzez przekazywanie fałszywych informacji potencjalnym inwestorom.
Założeniem pump and dump na przykładzie akcji jest stworzenie wrażenia, że dana spółka osiąga lepsze wyniki poprzez publikacje nieprawdziwych informacji dotyczących kondycji finansowej danej spółki czy też rozpowszechnianie pozytywnych komunikatów dotyczących jej przyszłości. Same informacje mogą być rozpowszechniane poprzez media tradycyjne, media społecznościowe (tj. Facebook, Twitter) czy też fora internetowe.
Jednocześnie inwestorzy biorący udział w oszustwie dokonują zakupu danych akcji rozpowszechniając w dalszym ciągu błędne informacje „pompując” ich cenę. Działania te przyciągają inwestorów nieświadomych udziału w oszustwie, którzy również rozpoczynają zakup akcji, mimo iż ich realna wartość jest o wiele niższa. Oszuści ostatecznie dokonują „porzucenia” (sprzedaży) akcji po zawyżonej cenie, co z kolei powoduje straty u pozostałych wprowadzonych w błąd inwestorów.
Pump and dump nie zawsze jednak oznacza manipulację związaną z przekazywaniem błędnych informacji. W wyniku zmowy inwestorów zajmujących długie pozycje może dojść do wzrostu cen (czy też stworzenia trendu wzrostowego w określonej perspektywie czasu), co powoduje dołączenie innych uczestników rynku. Ostatecznie jak w przypadku wcześniejszego scenariusza, oszuści w dogodnym momencie postanawiają pozbyć się nabytych aktywów po zawyżonej cenie. Ten rodzaj pump and dump jest trudny do udowodnienia.
Oszustwo jest szczególnie efektywne w przypadku aktywów finansowych o niskiej płynności, których zakup powoduje znaczący wzrost ich ceny. Ponadto rynki takie jak NewConnect, gdzie inwestowanie niewielkich funduszy powoduje znaczne zmiany cen są niezwykle narażone na tego typu oszustwa.